# Liste der denkmalgeschützten Objekte in Altenburg (Niederösterreich)
Die Liste der denkmalgeschützten Objekte in Altenburg enthält die 18 denkmalgeschützten, unbeweglichen Objekte der Gemeinde Altenburg im niederösterreichischen Bezirk Horn.

## Denkmäler
| Foto |                 | Denkmal                                                               | Standort                                                 | Beschreibung | Metadaten |
| ---- | --------------- | --------------------------------------------------------------------- | -------------------------------------------------------- | --- | --- |
| ja   | Datei hochladen | Anlage Benediktinerstift Altenburg HERIS-ID: 71265 Objekt-ID: 84421   | Abt-Placidus-Much-Straße 1, u. a. Standort KG: Altenburg | Das Benediktinerstift Altenburg ist eine weitläufige, barocke Anlage mittelalterlichen Ursprungs. | BDA-Hist.: Q385428 Status: § 2a Stand der BDA-Liste: 2025-06-30 Name: Anlage Benediktinerstift Altenburg GstNr.: 1, 2, 3/1, 3/2, 3/3, 3/4, 5, 6, 7, 8, 9, 10, 11, 12, 17, 18, 20, 21/1, 21/2, 21/3, 76/2, 724, 844/3, 14 Stift Altenburg |
| ja   | Datei hochladen | Figurenbildstock Pietà HERIS-ID: 31873 Objekt-ID: 28870               | am Friedhof Standort KG: Altenburg                       | Der barocke Pietà-Figurenbildstock mit Engelkopfkapitell am Friedhof von Altenburg wird auf 1686 datiert. | BDA-Hist.: Q37944810 Status: § 2a Stand der BDA-Liste: 2025-06-30 Name: Figurenbildstock Pietá GstNr.: 76/1 |
| ja   | Datei hochladen | Figurenbildstock Maria Immaculata HERIS-ID: 31870 Objekt-ID: 28867    | Standort KG: Altenburg                                   | Der Maria-Immaculata-Bildstock an einer Abzweigung der Straße zwischen Altenburg und Burgwiesen, auf der einst die Wallfahrer nach Maria Dreieichen pilgerten, ist eine barocke Sandsteinplastik von 1720. | BDA-Hist.: Q37944778 Status: § 2a Stand der BDA-Liste: 2025-06-30 Name: Figurenbildstock Maria Immaculata GstNr.: 820 |
| ja   | Datei hochladen | Figurenbildstock Hl. Florian HERIS-ID: 31871 Objekt-ID: 28868         | Florianiplatz 12, bei Standort KG: Altenburg             | Die Steinfigur des Heiligen Florian erhebt sich auf einem Volutensockel mit Inschriftmedaillon und ist mit 1801 bezeichnet. | BDA-Hist.: Q37944789 Status: § 2a Stand der BDA-Liste: 2025-06-30 Name: Figurenbildstock Hl. Florian GstNr.: 814/19 |
| ja   | Datei hochladen | Burgruine Ödes Schloss – Tursenstein HERIS-ID: 59579 Objekt-ID: 70993 | Am Umlauf 2 Standort KG: Altenburg                       | Die Burgruine Ödes Schloss auf dem kleinen Umlaufberg südöstlich des Stiftes wurde früher auch Stein am Kamp oder, nach dem ehemaligen Besitzer Reinprecht Turs von Lichtenfels, Tursenstein genannt. Die ersten Besitzer waren wohl die Grafen von Poigen-Rebgau. 1288 war die Burg im Eigentum Heinrichs von Stein, eines Lehensritters der Herren von Sunnberg. 1347 ging sie an die Tursen und 1396 an das Stift Altenburg mit der Auflage, die Burg zu brechen. Die Ruine liegt auf steil abfallendem, von Süden zugänglichem Gelände. Zu den erhaltenen Teilen zählen Bruch- und Hausteinmauerreste, vier bis fünf Meter hohe Teile der Umfassungsmauer mit Ausgleichslagen, turmartige Mauerteile im Nordosten und unterhalb davon Reste einer Bruchsteinbrücke mit Tonnenunterwölbung. | BDA-Hist.: Q38087826 Status: § 2a Stand der BDA-Liste: 2025-06-30 Name: Burgruine Ödes Schloss – Tursenstein GstNr.: 767 Burgruine Ödes Schloss (Tursenstein)                                                                            |
| ja   | Datei hochladen | Wohnhaus, ehem. Rauschermühle HERIS-ID: 31868 Objekt-ID: 28865        | Standort KG: Altenburg                                   | Die ehemalige Rauschermühle war lange Zeit Sommersitz des Altenburger Abtes. Sie wurde 1613 von Abt Thomas Zienner erworben. | BDA-Hist.: Q37944765 Status: Bescheid Stand der BDA-Liste: 2025-06-30 Name: Wohnhaus, ehem. Rauschermühle GstNr.: 807/4 Rauschermühle, Altenburg                                                                                         |
| ja   | Datei hochladen | Glockenturm HERIS-ID: 31875 Objekt-ID: 28872                          | Burgerwiesen 3, vor Standort KG: Burgerwiesen            | Die Ortskapelle von Burgerwiesen ist ein im späten 19. Jahrhundert errichteter Turmbau mit einer halbrunden Apsis an der Südseite, einem Pyramidendach und Eckquaderung. | BDA-Hist.: Q37944822 Status: § 2a Stand der BDA-Liste: 2025-06-30 Name: Glockenturm GstNr.: 242/3 |
| ja   | Datei hochladen | Bildstock Mühlkreuz HERIS-ID: 31876 Objekt-ID: 28873                  | Standort KG: Burgerwiesen                                | Der Bildstock Mühlkreuz in Burgerwiesen ist ein wuchtiger Nischenbildstock aus der zweiten Hälfte des 17. Jahrhunderts mit Pyramidendach auf abgefasten Pfeilern. | BDA-Hist.: Q37944833 Status: § 2a Stand der BDA-Liste: 2025-06-30 Name: Bildstock Mühlkreuz GstNr.: 255 |
| ja   | Datei hochladen | Figurenbildstock Maria Dreieichen HERIS-ID: 31878 Objekt-ID: 28875    | Standort KG: Burgerwiesen                                | Die toskanische Säule am östlichen Dorfausgang mit Eierstabring am Kapitell stammt aus der zweiten Hälfte des 18. Jahrhunderts. | BDA-Hist.: Q37944858 Status: § 2a Stand der BDA-Liste: 2025-06-30 Name: Figurenbildstock Maria Dreieichen GstNr.: 250 Figurenbildstock nahe Burgerwiesen                                                                                 |
| ja   | Datei hochladen | Figurenbildstock Gnadenstuhl HERIS-ID: 31879 Objekt-ID: 28877         | Standort KG: Fuglau                                      | An der westlichen Ortsausfahrt steht ein prismatischer Pfeiler mit einem fragmentierten Gnadenstuhl, bezeichnet mit 1799. | BDA-Hist.: Q37944867 Status: § 2a Stand der BDA-Liste: 2025-06-30 Name: Figurenbildstock Gnadenstuhl GstNr.: 951 |
| ja   | Datei hochladen | Figurenbildstock Maria Dreieichen HERIS-ID: 31880 Objekt-ID: 28878    | Fuglau 29, in der Nähe Standort KG: Fuglau               | Die Dreieichengruppe aus der zweiten Hälfte des 17. Jahrhunderts auf abgefastem Schaft und gekehlter Platte am östlichen Ortsausgang ist mit 1769 bezeichnet. | BDA-Hist.: Q37944877 Status: § 2a Stand der BDA-Liste: 2025-06-30 Name: Figurenbildstock Maria Dreieichen GstNr.: 950 Maria-Dreieichen-Gnadenbild-Statue (Fuglau)                                                                        |
| ja   | Datei hochladen | Figurenbildstock Pietà HERIS-ID: 31881 Objekt-ID: 28879               | Standort KG: Fuglau                                      | Die Figurengruppe Pietà auf toskanischer Säule ist mit 1749 bezeichnet und befindet sich gegenüber der Dreieichengruppe. | BDA-Hist.: Q37944888 Status: § 2a Stand der BDA-Liste: 2025-06-30 Name: Figurenbildstock Pietà GstNr.: 955 Pietà-Statue (Fuglau) |
| ja   | Datei hochladen | Flur-/Wegkapelle Hl. Rochus HERIS-ID: 31882 Objekt-ID: 28880          | Standort KG: Fuglau                                      | Die korbbogig geöffnete Flur- und Wegkapelle mit fragmentierter Figur des heiligen Rochus liegt nordwestlich des Ortes und stammt aus der zweiten Hälfte des 18. Jahrhunderts. | BDA-Hist.: Q37944899 Status: § 2a Stand der BDA-Liste: 2025-06-30 Name: Flur-/Wegkapelle Hl. Rochus GstNr.: 937/2 |
| ja   | Datei hochladen | Kath. Pfarrkirche hl. Nikolaus HERIS-ID: 49696 Objekt-ID: 53705       | Standort KG: Fuglau                                      | Die dem heiligen Nikolaus geweihte Pfarrkirche liegt erhöht und weithin sichtbar westlich des Ortes. Als Pfarre wurde Fuglau 1365 urkundlich erwähnt und war 1544 eine Filiale von Altenburg. Die im Kern ältere, 1680 barock umgebaute Saalkirche hat im nördlichen Chorwinkel einen Turm aus der Zeit um 1750, der 1860 teilweise neugotisch umgestaltet wurde. Die Kirche ist von einem Friedhof und einer spätmittelalterlichen Kirchhofmauer, möglicherweise einer ehemaligen Wehrmauer, mit kammförmiger Mauerkrone umgeben. Das sattelgedeckte Langhaus mit getrepptem Giebel an der Westseite mit kleinen Aufsätzen ist von je drei profilierten Rundbogenfenstern durchbrochen. Der eingezogene Chor ist niedrig und rundbogig geschlossen. Der Turm mit Schulterbogenportal ist über der Traufe des Langhauses achteckig und mit spitzbogigen Schallfenstern, Giebelkranz und Spitzhelm versehen. An der nördlichen Langhauswand befindet sich eine Rundbogennische aus der Zeit um 1700 mit barockem Sockel. Der Innenraum mit Stichkappentonne auf flachen Pilastern ist unter anderem mit einem schwarz-goldenen Knorpelwerk-Hochaltar von Johann Samner aus der Zeit um 1680 ausgestattet. | BDA-Hist.: Q38035553 Status: § 2a Stand der BDA-Liste: 2025-06-30 Name: Kath. Pfarrkirche hl. Nikolaus GstNr.: 906 |
| ja   | Datei hochladen | Ortskapelle Mahrersdorf HERIS-ID: 50167 Objekt-ID: 54867              | Mahrersdorf 19, gegenüber Standort KG: Mahrersdorf       | Die Ortskapelle von Mahrersdorf ist ein 1889 geweihter, schlichter Bau mit Halbkreisapsis, profiliertem Traufgesims und Spitzbogenfenstern mit vorgestelltem Westturm mit Pyramidenhelm. Der Innenraum hat eine Flachdecke mit Kalottenapsis. Zur Ausstattung zählen ein Altar aus der Zeit um 1900, ein expressives Holzkruzifix aus der Mitte des 19. Jahrhunderts und ein Vortragekreuz aus der Mitte des 18. Jahrhunderts. | BDA-Hist.: Q38038505 Status: § 2a Stand der BDA-Liste: 2025-06-30 Name: Ortskapelle Mahrersdorf GstNr.: 396/3 |
| ja   | Datei hochladen | Figurenbildstock Hl. Florian HERIS-ID: 31883 Objekt-ID: 28882         | Mahrersdorf 19, bei Standort KG: Mahrersdorf             | Der Figurenbildstock des Heiligen Florian steht vor der Kapelle und ist mit 1856 bezeichnet. | BDA-Hist.: Q37944909 Status: § 2a Stand der BDA-Liste: 2025-06-30 Name: Figurenbildstock Hl. Florian GstNr.: 396/1 |
| ja   | Datei hochladen | Burgruine Mahrersdorf HERIS-ID: 29545 Objekt-ID: 26193                | Mahrersdorf 20 Standort KG: Mahrersdorf                  | Die Burgruine Mahrersdorf liegt nördlich des Ortes auf einem Hügel über der Kleinen Taffa. Die Burg war 1276–1409 im Besitz der Marichatsdorfer und ging später an die Dachsner über. Degenhart Dachsner wurde 1474 nach einem Kampf gegen die österreichischen Landstände bezwungen. 1480 wurde die Burg von ungarischen Truppen zerstört und 1496 von Stift Altenburg gekauft. Die Anlage hat eine beachtliche Ausdehnung. Vom Graben mit Ringmauer, Rundtürmen und westlichem Vorwerk sind Rest erhalten. Ein Mauerzug zur Taffa mit Zinnen und Wehrgang wurde zum Teil wieder aufgebaut und ergänzt. Die innere Westmauer verfügt über einen Pecherker. Der Palasteil mit rund- und spitzbogigen Öffnungen stammt aus dem 14. Jahrhundert. | BDA-Hist.: Q37927354 Status: Bescheid Stand der BDA-Liste: 2025-06-30 Name: Burgruine Mahrersdorf GstNr.: 144/2, 143/7, 143/1, 71, 72, 73/2, 143/2, 143/6, 73/1, 70, 73/3 Burgruine Mahrersdorf (Altenburg)                              |
| ja   | Datei hochladen | Burgruine Steinegg HERIS-ID: 59580 Objekt-ID: 70994seit 2014          | Steinegg 12, östlich Standort KG: Steinegg               | Der Name Steinekke wurde um 1210 erstmals erwähnt. Im 15. Jh. (vielleicht 1428) wurde die Anlage gewaltsam zerstört. | BDA-Hist.: Q38087836 Status: Bescheid Stand der BDA-Liste: 2025-06-30 Name: Burgruine Steinegg GstNr.: 203 Burgruine Steinegg |